# Den Moskvy
Den Moskvy je pravidelný každoroční svátek, který začíná první či druhou sobotu v září. Oslavy se tradičně soustředí především na Tverskou ulici, Rudé náměstí, Vasilevskij spusk, Poklonnou horu a Vrabčí hory, akce však probíhají po celém městě. Víkend je zpravidla zakončen dělostřeleckou salvou a ohňostrojem.